# Parque Estadual Córrego Maria Flora
O Parque Estadual Córrego Maria Flora é uma unidade de conservação situada no município brasileiro de Cândido de Abreu, no estado do Paraná. A unidade de conservação, com área de 48,68 hectares, foi criada pelo Decreto Estadual nº 5513 de 7 de outubro de 1982.